# Birra in Italia
Secondo la legislazione vigente, in Italia la  birra è "la denominazione riservata al prodotto ottenuto dalla fermentazione alcolica con ceppi di Saccharomyces carlsbergensis o di Saccharomyces cerevisiae di un mosto preparato con malto, anche torrefatto, di orzo o di frumento o di loro miscele ed acqua, amaricato con luppolo o suoi derivati o con entrambi. La fermentazione alcolica del mosto può essere integrata con una fermentazione lattica. Il malto di orzo o di frumento può essere sostituito con altri cereali, anche rotti o macinati o sotto forma di fiocchi, nonché con materie prime amidacee e zuccherine nella misura massima del 40% calcolato sull'estratto secco del mosto".

## Storia
In Sicilia nel VII secolo a.C. i Fenici commerciavano e consumavano la birra. 
In Piemonte, a Pombia, scavi archeologici hanno portato alla luce una necropoli protoceltica a cremazione, appartenente alla cultura di Golasecca. In una tomba a pozzetto, in proprietà Baù, risalente al 560 a.C., sono state rinvenute tracce di birra.
La birra era nota ai romani che ne producevano una certa quantità, ma le invasioni barbariche distrussero i pochi impianti esistenti. Tuttavia la produzione di birra non deve essere cessata del tutto se, alcuni secoli dopo, la famosa Scuola salernitana ne lodava in questo modo le proprietà:
«...sostiene la vecchiezza, non pesa allo stomaco debole, fluisce nelle vene, eccita le forze, aumenta il benessere, rinvigorisce il sangue, provoca l'urina, gonfia dolcemente il ventre.»
In occasione delle proprie nozze, Ludovico il Moro fece distribuire birra gratuitamente ai milanesi e in quel periodo a Firenze era nota come "vino d'orzo".
Nel 1650 venne data alle stampe l'opera del medico bolognese Vincenzo Tanara, L'economia del cittadino in villa, ove vengono descritte le tecniche per la produzione casalinga di birra e pure le caratteristiche delle birre negli altri paesi d'Europa.
La prima birreria italiana, secondo Ermes Zampollo, che pubblicò un suo articolo in merito sul numero di ottobre 1984 di Civiltà del bere, sarebbe stata la Spluga, di Chiavenna, che aprì i battenti nel 1840, ma la Wührer vanta l'inizio della sua attività in quel di Brescia nel 1829, ad opera del fondatore, Franz Saverio Wührer, mastro birraio austriaco. Nel 1845 il Ducato di Lucca emise un decreto tendente a favorire l'apertura di un birrificio, cosa che avvenne l'anno successivo ad opera dell'austriaco Felix Pfanner, la cui azienda avrebbe funzionato a Lucca fino al 1929.
In Italia il primo a coltivare luppolo per la produzione della birra fu il forlivese Gaetano Pasqui, nel 1847.
In generale la metà del XIX secolo vede la nascita di piccoli impianti industriali per la produzione di birra; a fine XIX secolo si contavano in Italia già circa 140 birrerie a produzione industriale ma con tecniche poco più che artigianali, tra le quali si annoverano le marche Wührer, Peroni, Menabrea. Produzione e consumo, in costante ascesa, raggiungono il picco alla fine degli anni venti, con 156 9000 hl prodotti nel 1925. A partire però dal 1927, con la famigerata Legge Marescalchi e con l'aumento della tassazione sulla birra, il consumo e quindi la produzione di birra calano rapidamente (a favore di chi produceva vino).
Le successive vicende belliche non aiutano e i decenni successivi alla seconda guerra mondiale vedono livelli altalenanti di produzione e consumo, tendenzialmente comunque sempre in crescita, sino agli anni più recenti. Nel 1964 il consumo di birra in Italia (produzione nazionale più importazioni) raggiunge i 4 352 milioni di ettolitri e nel 1983 giunge fino a 12 milioni, con un consumo annuo pro capite di, rispettivamente, 8,41 litri e 20,77.
Dato che storicamente nella penisola italiana si produce e si consuma molto vino, l'Italia è tra i paesi con il tasso di consumo di birra più basso d'Europa,  circa 28,6 litri pro capite all'anno nel 2010. Il trend è però in crescita costante, con 30 litri di birra pro capite consumati nel 2011, fino ad arrivare a circa 35 litri pro capite nel 2022. Tradizionalmente la birra viene abbinata alla pizza.

### Le produzioni di nicchia
A partire dal 1996, in seguito a novità legislative che permisero anche ai privati di produrre legalmente birra (homebrewing) un gran numero di microbirrifici hanno aperto i battenti. Queste piccole realtà possono definirsi tali se la loro produzione non supera i 40 000 hl annui.
La produzione dei microbirrifici italiani nel complesso presenta una creatività e una varietà notevolissima, forse proprio a causa della mancanza di una tradizione consolidata. Si producono birre ispirate ai più diversi stili internazionali, ed anche create con ingredienti e aromatizzazioni più o meno inusuali come farro, frutta e castagne, ma anche mirra, zenzero e fagioli. Inoltre in diverse realtà l'esperienza derivata dalla vinificazione è stata messa a frutto anche per la produzione della birra.
Nella seconda metà degli anni 2000 anche l'esportazione di queste birre "artigianali" ha raggiunto un discreto livello, principalmente sul mercato statunitense, ricevendo in alcuni casi un ottimo apprezzamento, come testimoniano i principali siti internet di rating.

## Legislazione
La legislazione italiana suddivide la birra nelle seguenti categorie, con finalità fiscali (differenti accise che gravano sul produttore):
- birra doppio malto: oltre 14,5 gradi Plato
- birra speciale: oltre 12,5 gradi Plato
- birra: oltre 10,5 gradi Plato e titolo alcolometrico volumico superiore a 3,5%
- birra leggera o light: grado Plato compreso tra 5,0 e 10,5 e titolo alcolometrico volumico compreso tra 1,2% e 3,5%
- birra analcolica: grado Plato compreso tra 3,0 e 8,0 e titolo alcolometrico volumico inferiore a 1,2%

Queste diciture devono essere utilizzate nella designazione in etichetta.
Da sottolineare che è entrato anche nel linguaggio comune (ma solo in Italia) il termine "birra doppio malto", ma in realtà non ha alcun significato (qualitativo o di tipologia) se non, appunto, di tipo fiscale, e quindi non serve ad individuare un particolare tipo di birra rispetto ad un altro, contrariamente a quanto comunemente si crede. A ciò si aggiunga che tale dizione è prevista solo dalla legislazione italiana, pertanto fuori dall'Italia è sconosciuta. Infine, non solo "doppio malto" non è uno stile brassicolo ma, paradossalmente, ha poco a che fare con la effettiva quantità di malto estratta nel mosto.

### Birra artigianale
Dall'estate 2016 in Italia la birra artigianale è definita per legge. Infatti, la legge 28 luglio 2016, n. 154 (capo V) definisce la birra artigianale come "la birra prodotta da piccoli birrifici indipendenti e non sottoposta, durante la fase di produzione, a processi di pastorizzazione e di microfiltrazione.
Ai fini del presente comma si intende per piccolo birrificio indipendente un birrificio che sia legalmente ed economicamente indipendente da qualsiasi altro birrificio, che utilizzi impianti fisicamente distinti da quelli di qualsiasi altro birrificio, che non operi sotto licenza di utilizzo dei diritti di proprietà immateriale altrui e la cui produzione annua non superi 200 000 ettolitri, includendo in questo quantitativo le quantità di birra prodotte per conto di terzi".
Grazie a questa legge sono protette le denominazioni "birra artigianale" e "piccolo birrificio indipendente", rendendole indisponibili ai numerosi marchi di proprietà delle multinazionali della birra.

## Birrifici
Nel XXI secolo, ci sono pochi grandi birrifici tra i quali possiamo ricordare:
- i tre stabilimenti Peroni di Roma, Bari e Padova, nata originariamente a Vigevano (PV) nel 1846, proprietà della giapponese Asahi Breweries, nei quali si producono anche Nastro Azzurro, Wührer, e Raffo;
- lo stabilimento ex "Industrie Poretti" nel sito di Induno Olona presso Varese, dal 1982 proprietà della Carlsberg[22]; il secondo stabilimento situato a Ceccano presso Frosinone, dove un tempo veniva prodotta la Splügen Brau è stato chiuso nel 2009;
- i birrifici Heineken Italia (Pollein, Massafra, Comun Nuovo, Assemini), che producono anche i marchi Birra Moretti, Birra Ichnusa, Birra Messina, Dreher e la birra Von Wunster storico marchio bergamasco;
- L'alto atesina Forst, maggiore produttore italiano indipendente, controlla anche la Menabrea di Biella;
- Birra Castello, produttore friulano attivo dal 1997 in seguito all'acquisizione di un impianto del marchio Birra Moretti a San Giorgio di Nogaro. All'inizio del 2006 ha rilevato dalla Heineken anche lo storico stabilimento di Pedavena e il relativo marchio.
- Drive Beer, a Baragiano in provincia di Potenza, che produce fra gli altri i Morena, Drive Beer, Black Royal.
- Birra Venezia nel 1928 inglobata da Birra Pedavena, è tornata autonoma ed ha ripreso la produzione nel 2008.[23]
- i quattro stabilimenti Prinz Bräu a Crespellano (Bologna), Carisio (Vercelli), Ferentino (Frosinone), Bitonto (Bari), attivi dai primi anni sessanta e ceduti ad altri marchi dopo vent'anni.

### Annotazioni
1. ↑  Il principale riferimento è il D.P.R. 30 giugno 1998, n. 272[18], testo che contiene le definizioni applicabili, ivi compresa quella di "birra" (vedi sopra). Questo decreto modifica alcuni articoli della prima legge italiana che ha inquadrato la birra ovvero la legge 16 agosto 1962, n° 1354. Successivamente, sono stati emanati altri testi normativi anche per recepire la legislazione comunitaria.

### Fonti
1. ↑   DISCIPLINA IGIENICA DELLA PRODUZIONE E DEL COMMERCIO DELLA  BIRRA, su MondoBirra.org.
2. 1 2  Decreto legislativo 26 ottobre 1995, n. 504, articolo 34-35, in materia di "Testo unico delle disposizioni legislative concernenti le imposte sulla produzione e sui consumi e relative sanzioni penali e amministrative".
3. ↑   Marco Cattaneo, La bionda venuta da lontano, Milano, ilmiolibro self publishing, 2013, ISBN 978-8891063175.
4. ↑  Jackson 1985, p. 47.
5. ↑  Jackson 1985, p. 48.
6. 1 2  Jackson 1985, p. 49.
7. 1 2 3  Jackson 1985, p. 52.
8. ↑  Jackson 1985, pp. 57-58.
9. ↑   Umberto Pasqui, L'uomo della birra: l'incredibile storia della più antica 'bionda' di luppolo italiano, Forlì, CartaCanta, 2010, ISBN 978-88-96629-15-4.
10. ↑   Paolo Del Vecchio, L'evoluzione della Birra in Italia, su MondoBirra.org.
11. ↑  Jackson 1985, p. 55.
12. ↑  (IT, EN) Annual Report - Dati riferiti al 2010 - For the year 2010 (PDF) (archiviato dall'url originale il 7 settembre 2012).
13. ↑  (DE) Bierproduktion und Verbrauch Europa 2011 (PDF), su brauer-bund.de. URL consultato il 2 febbraio 2015 (archiviato dall'url originale il 3 dicembre 2013).
14. ↑   In 10 anni triplicano i birrifici italiani, su foodandtec.com, 21 febbraio 2023. URL consultato il 6 settembre 2023.
15. ↑  (EN) ITALIAN MICROBREWERIES, su beercoasters.it. URL consultato il 17 novembre 2012 (archiviato dall'url originale il 24 novembre 2012). Cfr. gli anni di fondazione dei birrifici italiani.
16. ↑   STATUTO 2017 (PDF), su Unionbirrai.it. URL consultato il 27 giugno 2022.
«ART. 3 - SOCI (OVVERO “ASSOCIATI”) [...] Possono far parte di "UB", in qualità di Soci Produttori, esclusivamente i Piccoli Birrifici Indipendenti Italiani (PBII), ovvero le imprese che rispettino tutti i seguenti requisiti soggettivi: [...] la produzione annua di birra deve essere inferiore a 40.000 hl.»
17. ↑  (EN) The Best Pilsener / Pils / Pilsner in the World, su RateBeer.com.
18. ↑  Decreto del presidente della Repubblica 30 giugno 1998, n. 272, articolo 1, in materia di "Regolamento recante modificazioni alla normativa in materia di produzione e commercio della birra".
19. ↑   Luoghi comuni sulla birra da sfatare, su Microbirrifici.org.
20. ↑   Donata Marrazzo, Approvata la legge sulla birra artigianale: ecco le nuove regole di produzione, in Il Sole 24 Ore, 7 luglio 2016.
21. ↑  Decreto legislativo 26 agosto 1962, n. 1354, articolo 2, in materia di "Disciplina igienica della produzione e del commercio della birra".
22. ↑   Carlsberg Italia, su MondoBirra.org.
23. ↑   Una grande storia, una profonda tradizione, su birravenezia.it (archiviato dall'url originale il 7 giugno 2015).